# Marienkirche (Demmin)
Die Marienkirche war eine Kirche der Hansestadt Demmin. 1630 wurde sie während des Dreißigjährigen Krieges zerstört. Zwei Darstellungen aus den 1610er Jahren liefern Hinweise zu ihrem Aussehen. Am einstigen Standort der Marienkirche befindet sich heute der Demminer Marienhain – der damalige Kirchhof.

## Geschichte

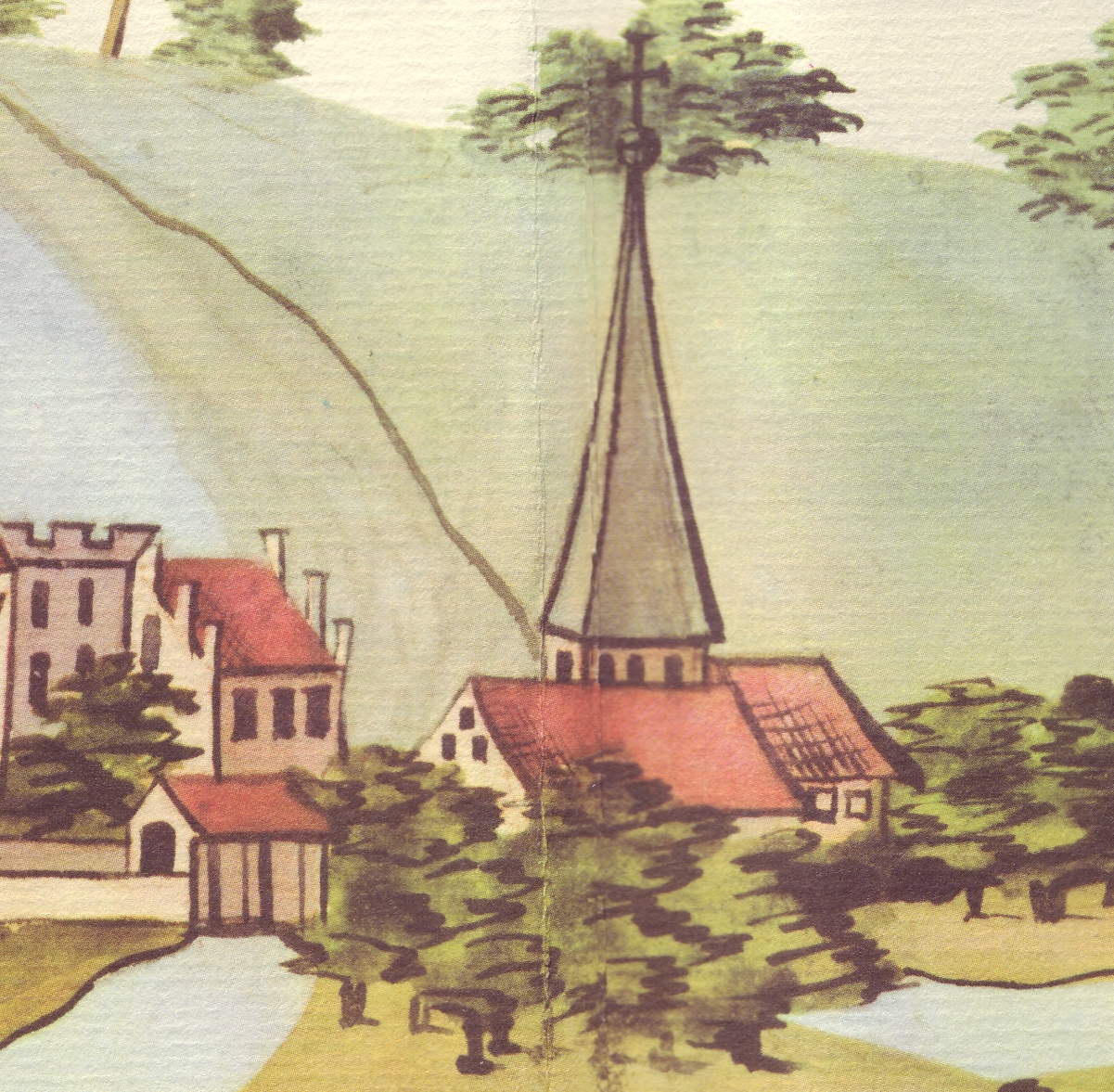
Die Marienkirche Anfang des 17. Jahrhunderts in der Stralsunder Bilderhandschrift

Die Marienkirche befand sich östlich Demmins außerhalb der Demminer Stadtbefestigung. Vermutungen, dass die Marienkirche bereits vor 1295 existierte und möglicherweise die älteste Kirche Demmins ist, sind nicht belegt. Sie war Parochialkirche für die der Stadt gehörenden Dörfer Vorwerk, Buschmühl, Brünzow, Quitzerow und Pensin, die zum Teil eigene Kapellen als Filialen hatten. Als Parochialkirche („ecclesia parochialis beatae Mariae Virginis prope Muros Demyn“) wurde sie 1390 in einer Urkunde ausdrücklich von den Hospitalkirchen der Stadt unterschieden.
Möglicherweise nach Einführung der Reformation in Pommern, spätestens ab 1578 hatten die Demminer Pfarrkirche St. Bartholomaei und die Marienkirche eine gemeinschaftliche Vermögensverwaltung und gemeinsame Vorsteher. 1588 erfolgte eine erste Visitation der Kirche, weitere fanden 1602, 1619 und 1626 statt.
1602 wurde festgestellt, dass die Vermögensverwaltung nicht konsequent die den Kirchen zustehenden Zinsen und Pachten eingetrieben hatte. Es waren von 1578 bis 1601 Außenstände von 14074 Mark und 15 Schilling Sundisch aufgelaufen. Auch der Zustand im Inneren der Marienkirche wurde 1602 beanstandet und der Kirchenvorstand beauftragt, einen neuen Fußboden einbauen zu lassen. Weiterhin gab es Beschwerden über Gemeindemitglieder und Geistliche.
In der Stralsunder Bilderhandschrift aus der Mitte der 1610er Jahre und auf der Großen Lubinschen Karte von Pommern von 1618 ist die Marienkirche mit ihrem schlanken Turm am äußersten rechten Rand des Stadtbildes Demmins abgebildet.
Nachdem die Revision von 1619 ergab, dass der amtierende Pastor Schlüter seinen Aufgaben nicht mehr gewachsen war, wurde von den Visitatoren zunächst eine Vertretung durch den Kaplan und den Kantor angeordnet. Schließlich wurde der Pastor 1624 endgültig wegen seines hohen Alters in den Ruhestand versetzt. Die Visitatoren legten für ihn eine Altersversorgung fest, die neben einer Wohnung und Naturalien, die jährliche Zahlung von 100 Gulden durch die Kirchengemeinde vorsah. Die Wohnung sollte so beschaffen sein, „daß er bequemlich sich darin behelfen könne“. Nach der letzten Visitation von 1626 wurde das Dach der Kirche ausgebessert und der Kirchhof mit einer Feldsteinmauer umgeben.

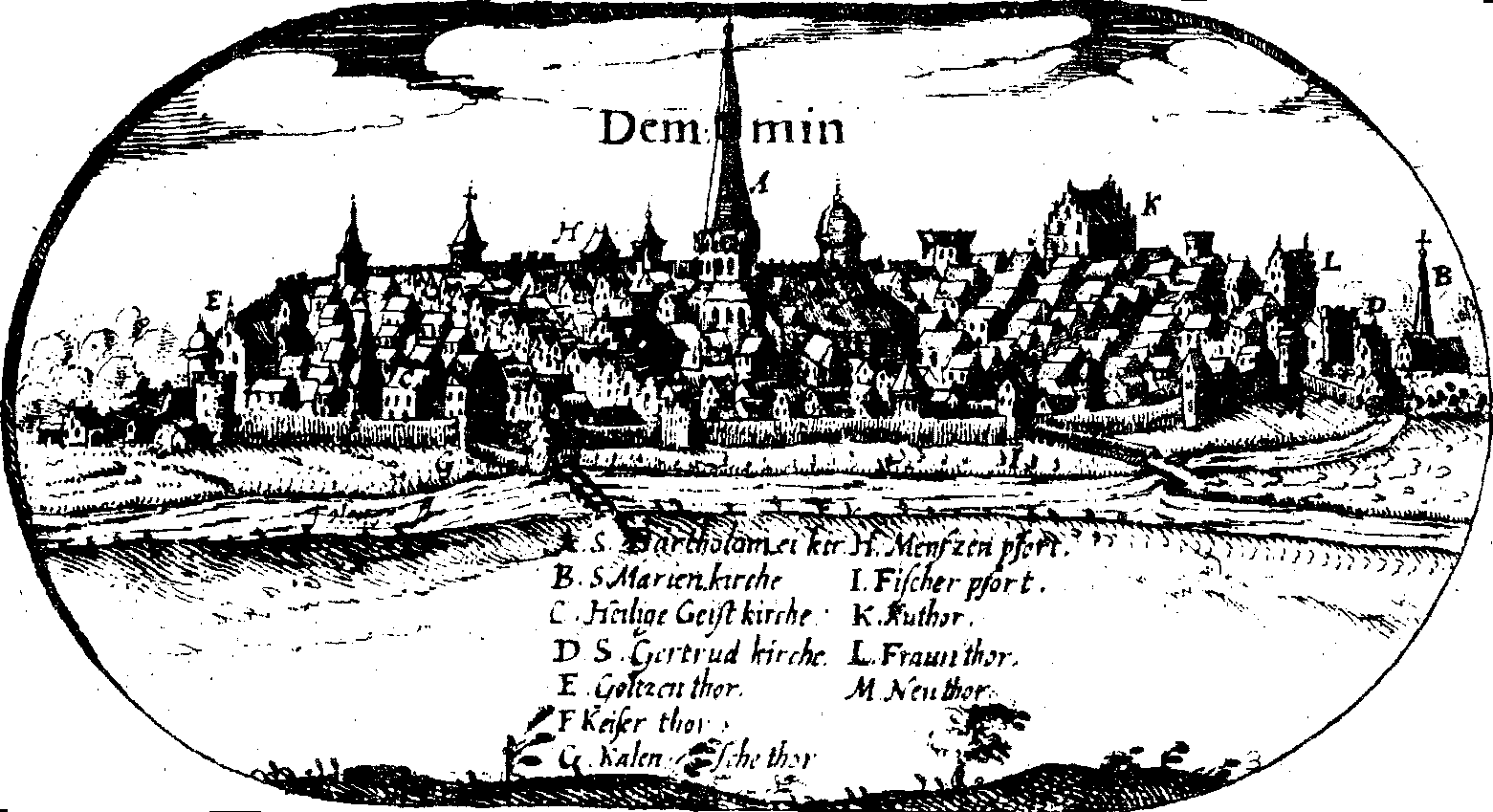
Die Marienkirche (B) rechts am Rand der Vedute Demmins von der Lubinschen Karte

Im Jahr 1630 wurde die Marienkirche auf Befehl Federigo Savellis, des Kommandeurs der kaiserlichen Truppen abgerissen. Wegen ihrer Nähe zu den Befestigungsanlagen der Stadt stellte die Kirche nach Savellis Ansicht ein Risiko für die Verteidigung der Stadt dar.
Der Friedhof der Marienkirche wurde noch bis in die zweite Hälfte des 19. Jahrhunderts für Beerdigungen genutzt. Die Kirchengemeinde wurde bei der St.-Bartholomaei-Kirche eingepfarrt. Sie hatte aber weiterhin einen eigenen Pastor. Einer dieser Pastoren war im 18. Jahrhundert der Prediger und Chronist Wilhelm Karl Stolle. Dieser ließ die Fundamente der Marienkirche vermessen. Demnach war sie mit Turm circa 28 Meter lang und 10,3 Meter breit. Um 1770 waren die Turmfundamente noch erkennbar.